# 遠軽インターチェンジ
遠軽インターチェンジ（えんがるインターチェンジ）は、北海道紋別郡遠軽町野上にある旭川紋別自動車道のインターチェンジである。
近接して道の駅遠軽 森のオホーツクが設置されている。

## 歴史
- 2016年（平成28年）4月1日：当ICの名称を「遠軽IC」で正式決定[3]
- 2019年（令和元年）12月21日：遠軽瀬戸瀬IC - 遠軽IC間（丸瀬布遠軽道路）開通に伴い、供用開始[4]

## 周辺
- 道の駅遠軽 森のオホーツク
- えんがるロックバレースキー場
- 遠軽ショッピングタウン
- 遠軽駅（JR北海道・石北本線）

## 接続する道路
- 国道242号
- 国道333号
  - 遠軽北見道路（調査区間）

## 隣
E39 旭川紋別自動車道（丸瀬布遠軽道路 / 遠軽上湧別道路）
(8) 遠軽瀬戸瀬IC - (9) 遠軽IC - 遠軽中央IC（仮称・事業中）